# Evgenij Veniaminovič Červjakov
Evgenij Veniaminovič Červjakov (Abdulino, 27 dicembre 1899 – 17 febbraio 1942) è stato un attore e regista cinematografico russo.

## Filmografia (parziale)

### Attore
- Poėt i car' (1927)
- La nuova Babilonia (1929)
- La cospirazione dei morti (1930)

### Regista
- Das Kind des Anderen (1916)
- Poėt i car' (1927)
- Zolotoj kljuv (1928)
- Mio figlio (1928)[1][2]
- Goroda i gody (1930)[3][4]
- Zaključёnnye (1936)[5][6]
- Čest' (1938)[7]
- Stanica Dal'njaja (1939)